# 卡斯托維爾 (密蘇里州)
卡斯托維爾（英語：Castorville）是位於美國密蘇里州斯托達德縣的鬼鎮。

## 歷史
卡斯托維爾的郵局於1866年設立，其後於1869年停運。

## 地理
卡斯托維爾所處的海拔為高於海平面109米（即358英呎），而該地所採用的時區為UTC-6，即北美中部時區（CST）。同時該地設有夏令時間，為UTC-6調快一小時，即UTC-5（CDT）。